# Darya Astakhova
Darya Astakhova, née le 26 janvier 2002 est une joueuse russe de tennis.

## Carrière
Darya Astakhova a débuté sur le circuit professionnel en 2018.
En août 2022, elle gagne son 1er titre en double lors du tournoi WTA 125 de Iași avec la Roumaine Andreea Roșca. 

## Palmarès

### Titre en double en WTA 125
| No | Date       | Nom et lieu du tournoi | Catégorie | Dotation  | Surface      | Partenaire    | Finalistes                   | Score            |          |
| -- | ---------- | ---------------------- | --------- | --------- | ------------ | ------------- | ---------------------------- | ---------------- | -------- |
| 1  | 01-08-2022 | BCR Iași Open Iași     | WTA 125   | 115 000 $ | Terre (ext.) | Andreea Roșca | Réka Luca Jani Panna Udvardy | 7-5, 5-7, [10-7] | Parcours |

## Parcours en Grand Chelem

### En simple dames
| Année | Open d'Australie | Open d'Australie | Internationaux de France | Internationaux de France | Wimbledon | Wimbledon       | US Open | US Open |
| ----- | ---------------- | ---------------- | ------------------------ | ------------------------ | --------- | --------------- | ------- | ------- |
| 2023  | Q1               | Sára Bejlek      | Q1                       | Elina Avanesyan          | Q1        | Tamara Zidanšek | —       | —       |
| 2024  | Q1               | Maria Timofeeva  | —                        | —                        | —         | —               | —       | —       |
| 2025  | Q2               | Elena Micic      | Q1                       | Leyre Romero Gormaz      |           |                 |         |         |

N.B. : à droite du résultat se trouve le nom de l'ultime adversaire.

## Classements WTA en fin de saison
| Année          | 2019 | 2020 | 2021 | 2022 | 2023 | 2024 |
| Rang en simple | 684  | 509  | 289  | 221  | 211  | 683  |
| Rang en double | 828  | 636  | 542  | 159  | 332  | 1065 |

Source : (en) Classements de Darya Astakhova sur le site officiel de la Fédération internationale de tennis